# Surorile Trung

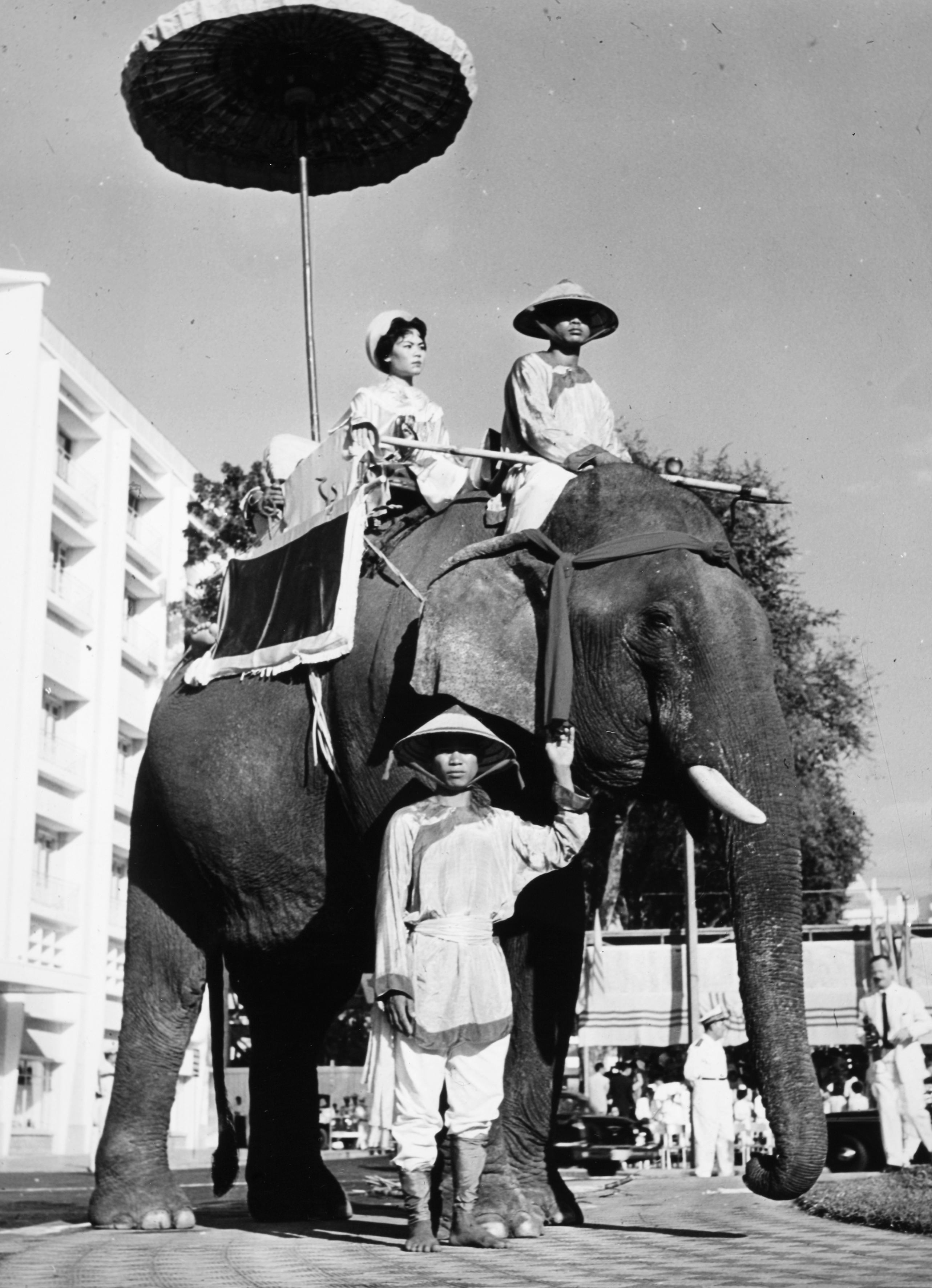
Surorile Trưng, eroine naționale în Vietnam, sunt onorate cu o paradă de elefanți în Saigon - 1961

Surorile Trưng (c. 12 d.Hr.– c. 43 d.Hr.) au fost lidere militare vietnameze care au condus țara timp de trei ani după răscoala din 40 d.Hr. impotriva primei dominații chineze în Vietnam. Sunt considerate eroinele naționale ale Vietnamului. Numele lor au fost: Trưng Trắc și Trưng Nhị.
Surorile s-au născut în Giao Chi, o zonă a dinastiei Han (în actualul ). Datele nașterii lor sunt necunoscute, dar Trưng Trắc era mai în vârstă decât Trưng Nhị. Datele exacte ale morții lor sunt, de asemenea, necunoscute, dar amândouă au murit in jurul anului 43, după o luptă împotriva unei armate conduse de Ma Yuan.

## Context istoric
Fostul comandant Qin, Zhao Tuo (vietnameză Triệu Đà) a cucerit Âu Lạc, a redenumit țara Nanyue (Nam Việt) și a stabilit dinastia Triệu. Împăratul Wu Han a trimis soldați împotriva Nanyue și regatul a fost anexat în 111 î. Hr., în timpul care a urmat războiului Han–Nanyue . Nouă comandanți au fost stabiliți pentru a administra regiune, dintre care trei sunt situate în Vietnamul de azi. Revolte împotriva lui Han au început în anul 40 și au fost conduse de surorile Trưng.

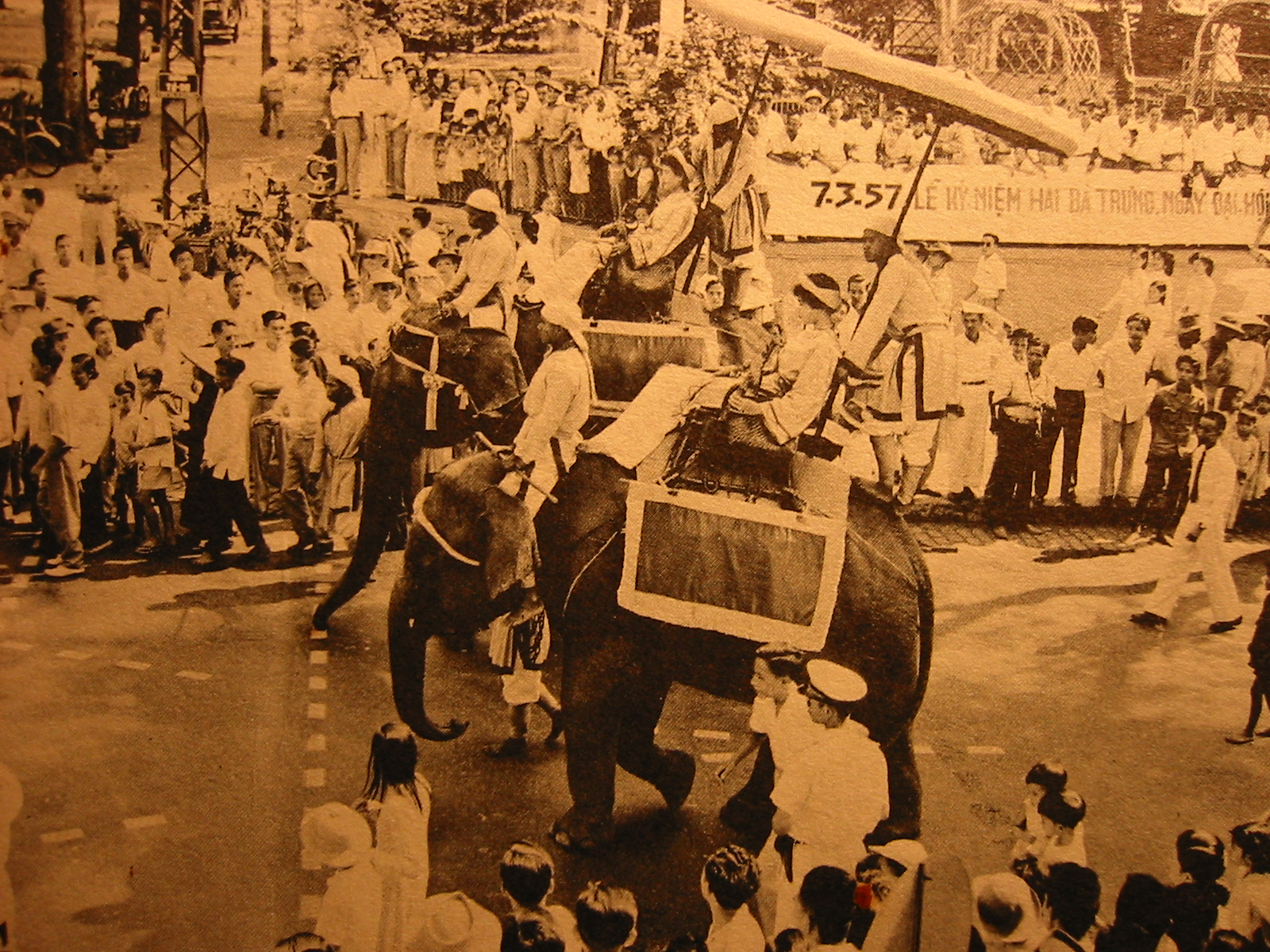
Procesiune de elefanți la parada în cinstea Surorilor Trưng din Saigon, 1957.

## Legături externe
- Trưng sisters  Tuyet A. Tran & Chu V. Nguyen